# Wacław Borowski
Wacław Borowski (ur. 6 sierpnia 1885 w Łodzi, zm. 9 kwietnia 1954 tamże) – polski malarz, grafik, litograf i scenograf.

## Życiorys
Urodził się 6 sierpnia 1885 w Łodzi, w rodzinie Hipolita i Julii z Garbolewskich. Po ukończeniu gimnazjum studiował w latach 1905–1909 w Akademii Sztuk Pięknych w Krakowie pod kierunkiem Józefa Mehoffera. W latach 1909–1913 przebywał w Paryżu, gdzie kopiował dzieła starych mistrzów z Luwru. Później podróżował do Włoch, by zgłębić tajniki renesansu w jego kolebce. Następnie, w latach 1914–1919, mieszkał w Szwajcarii. W 1920 uczestniczył jako ochotnik w wojnie polsko-bolszewickiej.
Był współzałożycielem i członkiem (1922–1932) warszawskiego Stowarzyszenia Artystów Polskich „Rytm”, w którym propagował estetykę nowego klasycyzmu. Przez dłuższy czas pełnił nawet funkcję prezesa. Do ugrupowania należała również jego żona Irena Pokrzywnicka – malarka i projektantka mody, z którą rozstał się w 1932. W 1926 przystąpił do Stowarzyszenia Artystów Grafików „Ryt”, zaś od 1932 roku był członkiem Towarzystwa Zachęty Sztuk Pięknych.
Borowski był czołowym polskim artystą klasycyzującym lat 20. i 30. Jego estetyka nowego klasycyzmu opierała się na renesansowych zasadach komponowania obrazu, ale także widoczny jest silny wpływ środowiska paryskiego, a szczególnie André Deraina i Henri Matisse'a. W okresie przynależności do grupy Rytm łączyła go silna przyjaźń z Eugeniuszem Zakiem, z którym to wypracował styl o idyllicznym wyrazie i lirycznym nastroju, z formą stylizowaną na włoskich mistrzów Quattrocenta. Krytyczny wobec impresjonizmu, skłaniał się w kierunku kubistycznej geometryzacji.
Poza malarstwem sztalugowym, parał się także malarstwem monumentalnym, w 1925 pokrył polichromią Salę Obiadów Czwartkowych na Zamku Królewskim w Warszawie, wykonał polichromię kaplicy w Miłosławiu, oraz liczne wnętrza warszawskich kamienic (m.in. wnętrze kawiarni Ziemiańskiej przy ulicy Mazowieckiej). Wykonał prace dekoratorskie wnętrz na statkach pasażerskich MS Piłsudski i MS Batory. Borowski był także autorem scenografii teatralnych, szczególnie związany był z Teatrem Polskim w Warszawie. Jako ilustrator współpracował z pismem „Pani”. Zajmował się też projektowaniem banknotów dla Polskiej Wytwórni Papierów Wartościowych. Projektowana przez W. Borowskiego nowa seria banknotów nazwana „Wodzowie Polski” miała składać się z pięciu nominałów od 10 do 500 złotych. Wybuch II wojny światowej przerwał realizację tej serii.
Wziął udział w Olimpijskim Konkursie Sztuki i Literatury na igrzyskach olimpijskich w Los Angeles (1932) w dziedzinie malarstwa, w którym za jego obraz olejny Łuczniczki przyznano wyróżnienie honorowe.
Został pochowany w części rzymskokatolickiej Starego Cmentarza w Łodzi, zaś jego symboliczny grób znajduje się na warszawskim cmentarzu Powązkowskim (kwatera c-10-3).

## Twórczość

### Malarstwo
- Diana (1929)
- Martwa natura z draperią (1930)
- Łuczniczka (1931)
- W pracowni (1932)
- W lesie (1932)
- Młodość (1932)
- Rybak (1938)

### Banknoty

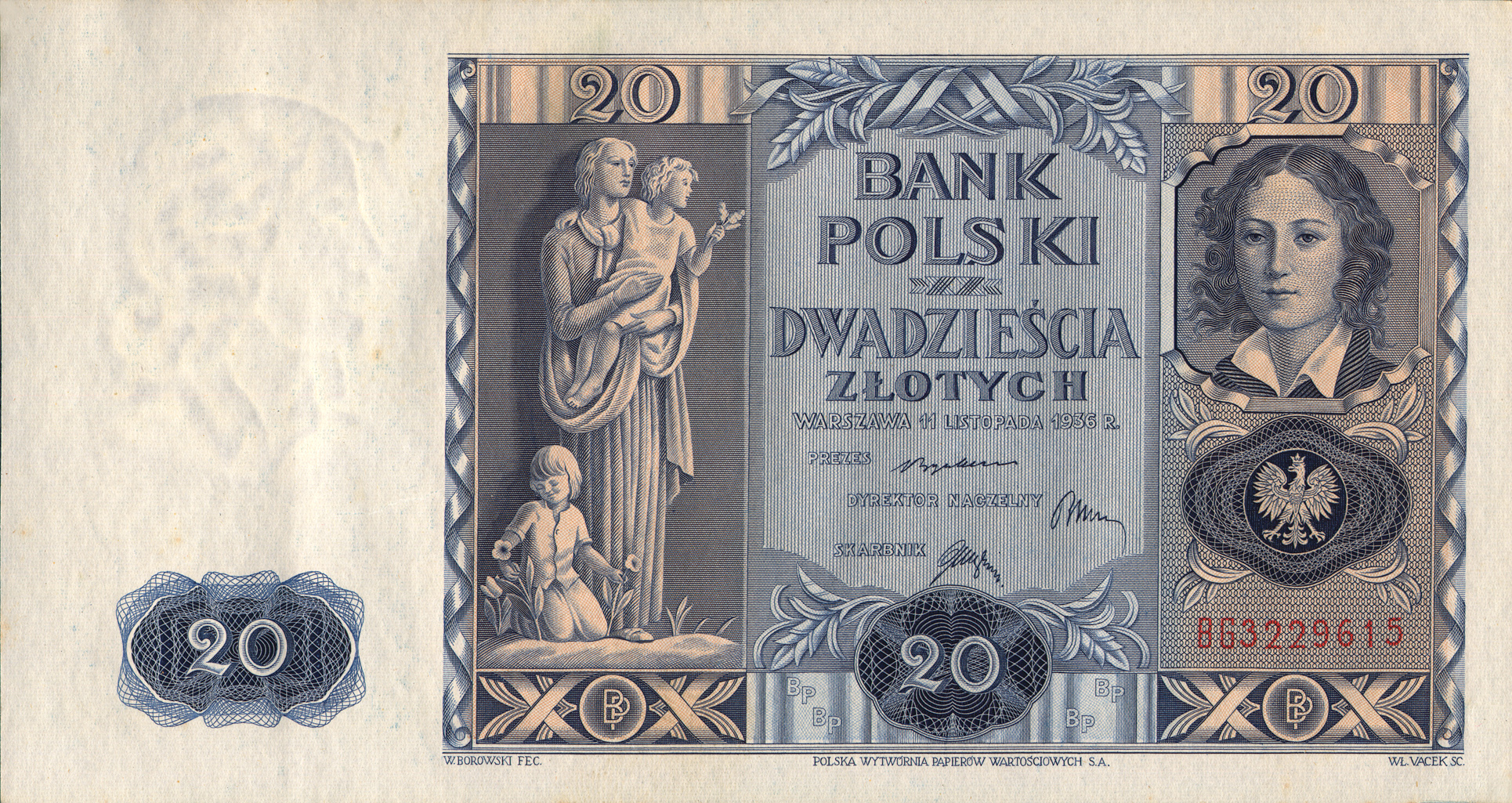
Awers banknotu 20 zł, 1936
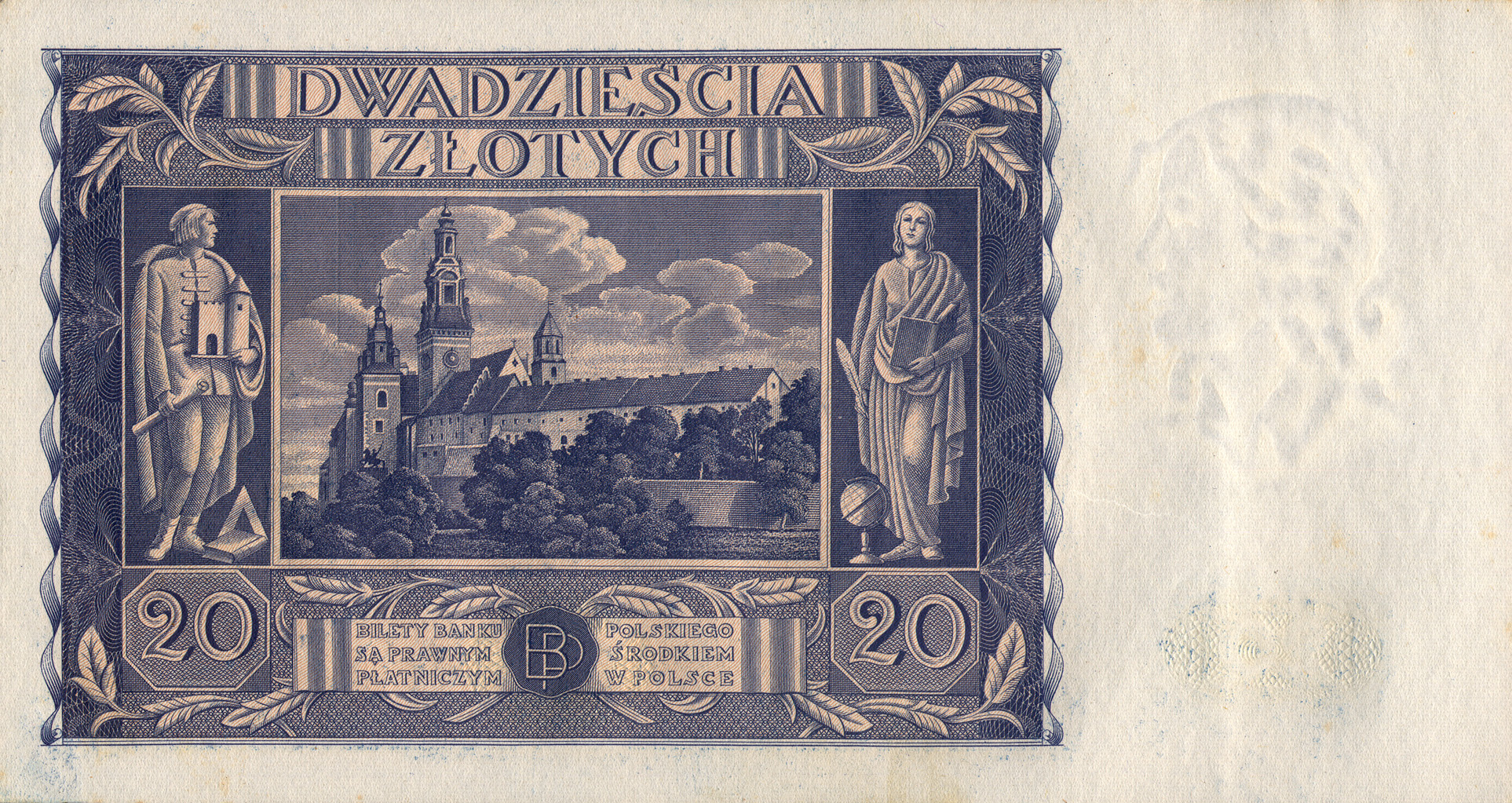
Rewers banknotu 20 zł, 1936

## Ordery i odznaczenia
- Wielki Oficer Orderu Świętego Sawy (Jugosławia)[1]
- Komandor Orderu Feniksa (Grecja)[1]